# Nagamasa Azai
Nagamasa Azai (浅井 長政; Azai Nagamasa) (1545 – 28. srpna 1573) úspěšný vůdce klanu Azai, známý tím, že se dokázal úspěšně postavit a posléze oslabit klan Rokkaku. Byl podroben velkému tlaku ze strany svých spojenců. Svízelná situace rodinných vazeb a pout nakonec vyvolala řešení, které stálo Nagamasu život.

## Konkurence klanu Rokkaku
Nagamasův otec Hisamasa (1524–1573) byl druhým nejvýše postaveným daimjóem klanu Azai. Podívejme se nejprve na Hisamasu, syna Sukemasy (1495–1546), který na rozdíl od svého otce nebyl příliš úspěšný v udržení moci. Byl konfrontován někdejšími panovníky ovládajícími jeho klan. Tito lidé z klanu Rokkaku jej připravili o několik hradů, včetně významné pevnosti Futó. Hisamasa způsobil porobu Azaiů klanu Rokkaku, a tak staršinové klanu Azai rozhodli o odstoupení Hisamasy ve prospěch svého syna Nagamasy. Tomu v té době (1560) bylo patnáct let. Hisamasa se odklidil do ústraní na hrad Odani, kde zůstal až do jeho obléhání Nobunagou Odou roku 1573. Když zjistil, že je vše ztraceno, rozhodl se spáchat seppuku.
Na rozdíl od svého otce se Nagamasa projevil jako výtečný velitel a zručný taktik, když se mu podařilo dobýt zpět území zabraná klanem Rokkaku. Následoval jiného významného pána, Nobunagu Odu. Uchvátil jej způsobem, jakým se ujal kontroly provincie Mino. Také Nobunagovi neunikly vojenské úspěchy Nagamasy a tak spolu oba pánové uzavřeli spojenectví. To bylo navíc posíleno sňatkem Nobunagovy sestry Oiči (budoucí ženy Kacuie Šibaty) s Nagamasou.

## Nobubagova pomsta

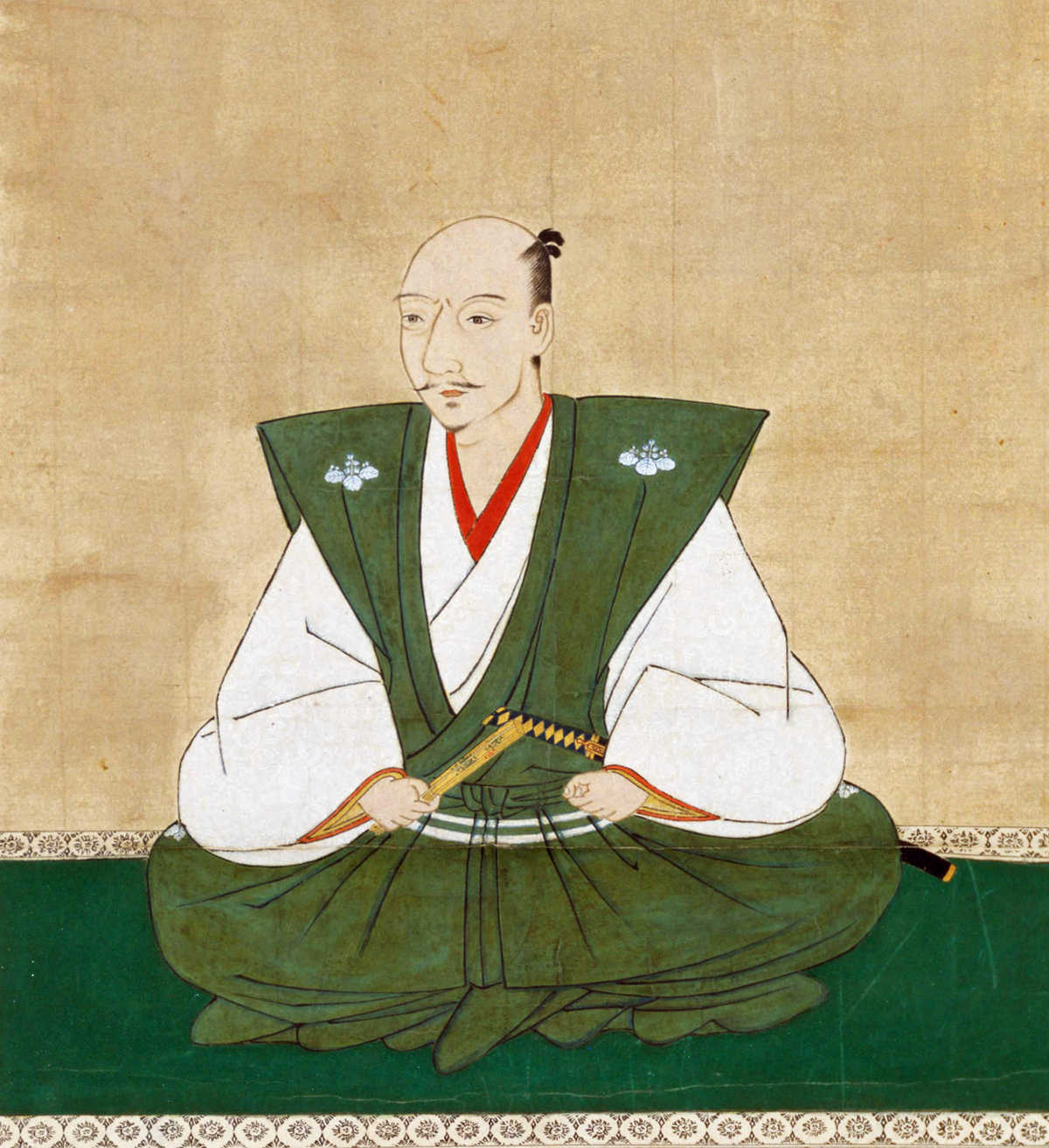
Nobunaga Oda

Roku 1570 Nobunaga, který nyní kontroloval císařské Kjóto, vyhlásil válku klanu Asakura z provincie Ečizen. To znamenalo pro Nagamasu těžký oříšek. Byl sice spojenec Odů, dokonce si vzal za manželku Nobunagovu sestru, ale spojenectví mezi klany Azai a Asakura pojily mnohem starší a hlubší vazby. Po trpké úvaze se rozhodl pomoci Asakurům. Překvapivým manévrem zaútočil na zadní pozice armády jeho švagra Nobunagy. Nobunaga, kterému vypomáhal Iejasu Tokugawa se mohl stáhnout, aniž by utrpěl významnější ztráty. Namísto toho, snad rozlícen Nagamasovou drzostí a zradou přepadl v létě téhož roku hrad Odani, aby zabránil vojenské pomoci Jošikagemu Asakurovi. Azaiové s Asakury prohráli rozhodující bitvu, která se odehrála v červenci roku 1570 u Anegawy. Nicméně na tuto porážku dokázaly Azaiové a Asakurové odpovědět ještě téhož roku vítězstvím v Ocú. Byla to bitva, během které zahynul Nobunagův mladší bratr.
Nagamasa se vklínil do aliance proti Odům, kterou tedy tvořily Azaiové, Asakurové, Rokkakuové, mniši z Enrjakudži a dost možná byla spolupráce s potulným šógunem Jošiakim Ašikagou. Další Nobunagovy pokusy o dobytí Odani byly zmařeny ať už kvůli silnému zázemí obránců nebo krizemi v jiných částech země, které se Odů přímo dotýkaly. Na klidu Azaiům však nepřidala smrt Nobunagova nejobávanějšího nepřítele Šingena Takedy, který držel Nobunagovu pozornost v provincii Ómi a Ečizen. Roku 1573 oblehl Nobunaga hrad Odani ještě jednou. Tentokrát se mu podařilo vyřadit armádu Asakurů dříve, než byla schopna dosáhnout Nagamasových pozic. Když Nagamasa shledal, že je totálně odříznut od okolního světa, snad na základě rozhovoru s vyslancem Odů, Hidejošim Tojotomim, rozhodl se poslat zpět Nobunagovi jeho sestru a své tři děti. Poté, 28. srpna, spáchal seppuku.

## Vliv klanu Azai
Armáda Azaiů byla bezpochyby velice bojeschopnou silou. Ve skutečnosti nechybělo mnoho a dokázala u Anegawy rozdrtit mnohem početnější armádu Nobunagy Ody. Klan Azaiů byl závislý na podpoře svých vazalských klanů. Tento okruh tvořily klany Isonó, Acudži, Šindžó, Akao, Amemori a Imai a byly schopny postavit armádu o počtu deseti tisíc vojáků. Toto vojsko bylo navíc vybaveno velkým množstvím pušek. Od tohoto faktu se také odvíjí myšlenka, že Azaie podporoval Jošiaki Ašikaga, který se spolupodílel na vývoji pušek v Kunimotu, v provincii Ómi.
Nejstarší z Nagamasových dcer byla jednou z žen Hidejošiho Tojotomi (známá jako Jodogimi, nebo také jako Čača), která porodila Hidejoriho Tojotomi. Spolu s ním zemřela během finální bitvy mezi Hidejorim a Iejasuem Tokugawou. Jednalo se o druhé, tentokrát úspěšné, dobývání Ósaky roku 1615.
Nejmladší Nagamasova dcera Gó se stala manželkou Hidetady Tokugawy a byla matkou třetího tokugawského šóguna, Iemicua Tokugawy.